# Reial Acadèmia Sueca de Ciències
La Reial Acadèmia Sueca de les Ciències (en suec Kungliga Vetenskapsakademien), la va fundar el 1739 el rei Frederic I de Suècia i és una de les Acadèmies Reials de Suècia. L'Acadèmia és una organització independent, les actuacions de la qual estan encaminades a promoure les ciències, especialment les ciències naturals i les matemàtiques. Els comitès de l'Acadèmia també actuen com a tribunal de selecció per al Premi Nobel en Física, Química i el de Ciències Econòmiques.

## Membres
- Carl Johan Schönherr (1752-1848)
- Charles De Geer (1720-1778)
- Albert Victor Bäcklund (1845-1922)
- Carl Stål (1833-1877), entomòleg
- Anders Wiman (1865-1959), matemàtic